# Islamul în Canada
Comunitatea musulmană din Canada datează aproape de la înființarea Canadei. La  patru ani de la înființarea Canadei în 1867, recensământul din 1871 din Canada a consemnat un numar de 13 musulmani, nativi europeni, în rândul populației. Cu toate acestea, există rapoarte care consemneaza musulmanii mai devreme de acea dată. Un mare număr de bosniaci (din Bosnia) au venit pe pământ american odata cu creștinii din Europa; unii au venit înainte de Primul Război Mondial. Prima Moschee canadiana, Al-Rashid , a fost construită în Edmonton, în 1938, când erau aproximativ 700 de musulmani europeni în țară . Această clădire este acum o parte a muzeului de la Fort Edmonton Park. Planul de a construi o moschee a venit de la un grup de femei musulmane care l-au abordat primarul de atunci, John Fry, pentru un lot de teren pe care să construiască o moschee. Cea mai veche moschee din Ontario, și a doua cea mai veche din Canada, este în Londra, Ontario si a fost construit în 1955.

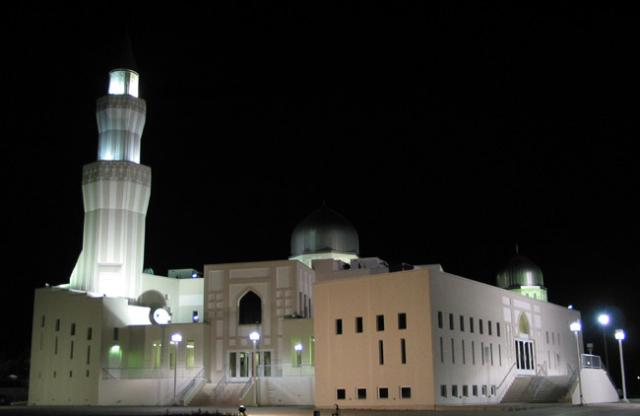
Baitul Islam mosque at night in Greater Toronto Area, one of the largest in Canada

Majoritatea celor care au emigrat în timpul anilor 1960 erau studenți la Universitate care au decis să rămână în Canada, după terminarea studiilor. Imigratia în Canada a continuat să crească și a început promovarea unor comunități etnice mai puternice. Acest lucru a dus la o Canada puternică, care a avut si are o credință puternică în multiculturalism.
Numarul populatiei musulmane din Canada este de aproximativ 2,8 la sută din numarul de 33,4 milioane ( in Germania este de 4% din 81,8 milioane) care reprezenta cifra ultimului recensamant , iar Islamul este credinta non-crestina numarul unu din țară.
Un raport recent de la Forumul Pew cu sediul la Washington privind religia și viața publică mentioneaza că numarul musulmanilor este de așteptat  sa ajunga la 6,6% din populația totală a Canadei în 2030.
Având în vedere că majoritatea canadienilor favorizeaza încă imigrația și imigranții sunt luati în considerare din punct de vedere politic intr-un mod din ce in ce mai semnificativ, este probabil ca deschiderea catre imigrație va continua
De la 11 septembrie, data atacurilor teroriste, mulți musulmani au început să se gandeasca la Canada ca o alternativă la Statele Unite, în cazul în care acestia se tem de părtinire și hărțuire.
Acest lucru este valabil mai ales in cazul studenților internaționali care au venit în Canada în număr mult mai mare de la 9/11 în timp ce 35% mai puțin au ales să meargă în SUA. (Chiar si copiii Printului Saud bin Abdul Mahsen bin Abdul Aziz al Saud invata in Canada, in Vancouver )

## Musulmanii sunt mai tineri
Musulmanii reprezintă cea mai tanara populatie din Canada, cu o varsta medie de 28,1 ani. Comparativ cu populațiile evreiești și romano-catolice a căror medie de vârstă este de 41.5 și respectiv 37.8 ani.Vârsta medie pentru populația totală  a Canadei este de 37 de ani.
Mai puțin de 10% musulmani sunt nascuti in Canada sau cum se spune BORN CANADIANS.
411520 din populația musulmană totală este de peste 15 ani. Dintre acestea, 91% sunt prima generatie de canadieni, 7,7% sunt 2-a generație de canadieni, iar aproximativ 0,9% din musulmani sunt de generația 3 și peste. Aproximativ 68% dintre musulmanii din Canada au cetățenia canadiană.
Imigranția va rămâne dominantă pe ordinea de zi a Canadei, împreună cu politica și cultura acestei țări. De o atenție specială va fi nevoie pentru a intergra diferitele minoritati musulmane in cadrul populatiei musulmane.

## Răspândirea teritorială
Populația musulmană din Canada în 2001 și 2011:
| Provincie                | Musulmani 2001 | Musulmani 2011 | % (2001) | % (2011) |
| ------------------------ | -------------- | -------------- | -------- | -------- |
| Ontario                  | 352,530        | 581,950        | 3.1%     | 4.6%     |
| Quebec                   | 108,620        | 243,430        | 1.5%     | 3.1%     |
| Alberta                  | 49,040         | 113,445        | 1.6%     | 3.2%     |
| Columbia Britanică       | 56,220         | 79,310         | 1.4%     | 1.8%     |
| Manitoba                 | 5,095          | 12,405         | 0.4%     | 1.0%     |
| Saskatchewan             | 2,230          | 10,040         | 0.2%     | 1.0%     |
| Noua Scoție              | 3,545          | 8,505          | 0.3%     | 0.9%     |
| Noul Brunswick           | 1,275          | 2,640          | 0.1%     | 0.3%     |
| Newfoundland și Labrador | 630            | 1,200          | 0.1%     | 0.2%     |
| Insula Prințului Edward  | 195            | 660            | 0.1%     | 0.5%     |
| Teritoriile de Nordvest  | 180            | 275            | 0.4%     | 0.7%     |
| Nunavut                  | 30             | 50             | 0.1%     | 0.2%     |
| Yukon                    | 60             | 40             | 0.2%     | 0.1%     |
| Canada                   | 579,640        | 1,053,945      | 2.0%     | 3.2%     |

Populația musulmană este format din diverse minorități vizibile, în cazul în care
37% este descinsa din Asia de Sud , 21% din Arabia, 14% este din vestul Indiei, iar restul de 28% este format din multe alte etnii, cum ar africane, chineze, etc
Jumătate dintre musulmanii din Canada vorbesc o limbă neoficială la domiciliu, comparativ cu 0,32%, care vorbește ambele limbi oficiale acasa .
- Diversitatea culturală ar putea împiedica comunicarea intre musulmani de aceea unitatea se poate consolida prin confederatii si retele .
Aceste retele nu sunt intotdeauna un lucru pozitiv. Trebuie sa amintim si o alta fata a monedei si anume pericolul infiltrarii organizatiilor teroriste. 
Recent, in luna Ianuarie 2013 a avut loc un caz regretabil de luare de prizonieri in Algeria. Au murit 38 de ostatici si 29 de islamisti. Fortele de securitate algeriene au informat Reuters ( si aceasta problema a fost luata in discutie in parlamentul Canadian) ca  doua dintre cadavrelele islamistilor ucisi au fost identificate ca fiind cetateni ai Canadei. Chiar coordonatorul atacului, numit „Chedad” era canadian si totodata un personaj de frunte in cadrul Al Qaeda.

## Starea civilă
32% din musulmanii din Canada nu au fost niciodată căsătoriți,
59% sunt căsătoriți legal și locuiesc împreună,
2,9% sunt separate, dar încă căsătoriți legal,
3,5% sunt divorțați, iar
2,9% sunt văduvi. De asemenea, există 7, 540 cupluri musulmani care trăiesc ca parteneri de drept comun.
Există, de asemenea, 21145 de musulmani în Canada, care sunt părinții singuri.
Musulmanii sunt foarte educat, majoritatea fiind absolventi de invatamant superior.
Musulmanii canadieni au excelat în dobândirea unei diplome de Master, cu puțin peste 6%, în comparație cu apartenenții la celelalte  trei mari secte religioase, cum ar fi: romano-catolici, unde doar 2% dețin o diplomă de master, 3,5% dintre persoanele care au declarat că nu au nici o religie și apartenentii la cea de-a treia sectă religioasă în Canada ,  Biserica Unită unde 2,4% din enoriasi dețin o diplomă de master. Cu toate acestea, 8,8% din populația evreiască din Canada deține o diplomă de master , fiind singurii care ii depasesc pe musulmani la capitolul educatie.
30 % dintre musulmanii (123725), au fost la școală în anul 2001 iar 6310 de musulmani au un grad de doctorat. 1,5 %  dintre musulmanii din Canada au doctorate , fata de 0,3% romano-catolici si 2%  evrei. Probabil ca in Canada sunt mai multi doctori musulmani decât in multe țări musulmane.
- 3,5% (14,520) din canadianii musulmani au ca domeniu de studiu, științele umaniste și domenile lor conexe.
- 5,3% (21640) au specializari în domeniul științelor sociale și domenii conexe.
Piața forței de muncă: rată ridicată a șomajului
Musulmanii au cele mai mari rate ale șomajului din Canada, cu 14,4% din populație fiind șomeri, în comparație cu rata de 7,4% a șomajului la nivel național.
Cel mai mare segment ca profesie din populația musulmană a Canadei este in domeniul vânzărilor și serviciilor, la 27%. Al doilea mare domeniu ocupațional format de musulmanii din Canada este de afaceri, finanțe, și ocupații administrative care este de 16% din populație.